# カズ・ハヤシ
カズ・ハヤシ（1973年5月18日 - ）は、日本の元男性プロレスラー。本名：林 和広（はやし かずひろ）。東京都世田谷区出身。血液型A型。

## 来歴

### みちのくプロレス

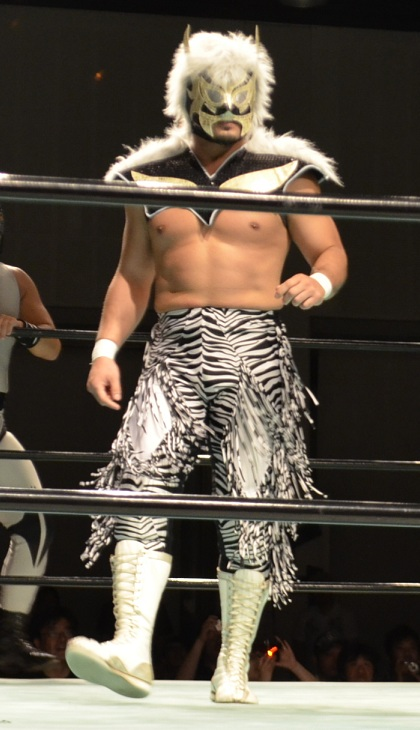
獅龍（ベビーフェイス時代）

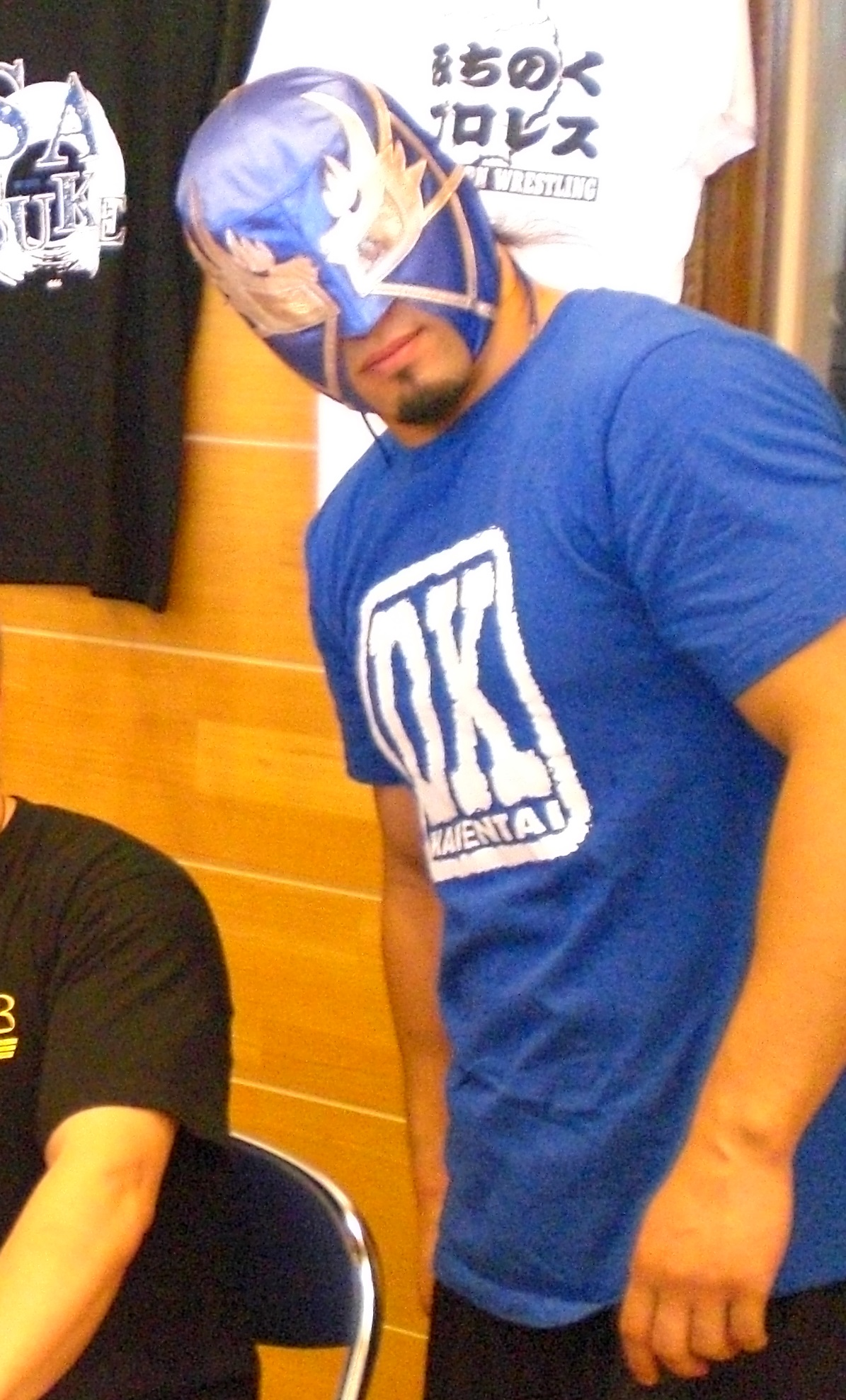
獅龍（ヒール時代）

1991年12月、ユニバーサル・プロレスリングに入門。
1992年11月19日、ユニバーサル・プロレスリング後楽園ホール大会で覆面レスラー「獅龍（しりゅう）」としてテリー・ボーイとタッグを組んで対モンゴリアン勇牙&バッファロー張飛組戦でデビュー。
1993年6月、みちのくプロレスに移籍。
並外れた身体能力が注目されて新日本プロレスに参戦時は「欽ちゃんジャンプ」で人気を博す。
1994年9月15日、SATO、テリーと共にルード軍「平成海援隊」を結成。
1995年、怪我で欠場。
1996年1月10日、怪我からの復帰を機に軍団名を「海援隊☆DX」に改名。6月14日、タッグチーム「夢狩人」で活動していたTAKAみちのくと船木勝一が海援隊☆DXに加入。
1997年3月、みちのくプロレスを退団。6月、メキシコ遠征に出発。
1998年2月22日、WCWに参戦。同年、マスクを脱ぎリングネームをカズ・ハヤシに改名。6月、新日本プロレスで開催された「BEST OF THE SUPER Jr.」に出場。

### WCW
1998年7月、WCWと契約を結ぶ。
2000年、ジミー・ヤン、ジェイミー・サンと共にユニット「ヤング・ドラゴンズ」を結成してレギュラーポジションを獲得。4月、みちのくプロレス主催で開催された「SUPER J-CUP」に出場するため日本に一時帰国。1回戦でザ・グレート・サスケと恩讐を越えて戦うも、敗退。4月9日の両国国技館大会にもトーナメント敗者によるタッグマッチに出場予定であったが、カズは「トーナメントに勝つために戻ってきたので負けた以上日本に残る意味は無い」と頑なに拒否した。
2001年、「マンデー・ナイトロ」の生中継に唯一の日本人として出場。

### WWF
同年のWCW崩壊後、WWFが選んだ24人の契約選手に残りWWFと契約。しばらくはWWFの下部組織「HWA」でトレーニングを積んでいた。
2002年、全日本プロレスに移籍したばかりの武藤敬司からのラブコールにより、WWFを退団して全日本プロレスに入団。

### 全日本プロレス
2003年12月、小島聡とタッグを組んで「世界最強タッグ決定リーグ戦」に初出場して制覇。ジュニア選手として同リーグ戦を初めて制覇した。この時の公式戦で武藤&嵐組に苦戦しながら、カズが嵐からフォールを奪った際の小島の発言である「カズ、ありがとう。お前は男だ、男の中の色男だ」から、「男の中の色男」がキャッチフレーズとなった。
2004年2月22日、BLUE-K（TAKAみちのく）との王座決定戦に勝利し、世界ジュニアヘビー級王座を獲得。その時、次期挑戦者としてアピールしにリングに上がったNOSAWAに対し、「お前は（挑戦者としては）論外だ!」と言い放った。これを機にNOSAWAは、“NOSAWA論外”というリングネームに改名した。ハッスルにも、レオナルド・スパンキー、ジミー・ヤンらとタッグを組み参戦。4月、「チャンピオン・カーニバル」に初出場する。
2005年1月5日、TAKAに世界ジュニア王座を奪われてからは、NOSAWA論外に強引に組まされる形でユニット「論カズ」を結成。コミカル路線に走りかけるも、結局は全日本ジュニアを熱く盛り上げる道を選択する。カズもこの頃から、練習生にトレーニングの指導を始めていった。
2006年、全日本プロレスの第1回「ジュニア・ヘビー級リーグ戦」で優勝し、8月27日に近藤修司の持つ世界ジュニア王座に挑戦したが、奪還することが出来なかった。
2007年2月20日、全日本プロレスを無期限で欠場すると宣言し、メキシコに渡った。その直後、全日本プロレスに「メキシコ・アミーゴス」なる謎のメキシカン・レスラー3人組が参戦した。その中には、ミゲル・ハヤシJrという、カズに似たレスラーも含まれていた（他の2人は「ペペみちのく」と「エル・ノサワ・メンドーサ」）。「メキシコ・アミーゴス」は「メキシコ・アミーゴスDX」と改名後、2007年12月16日に「全日本プロレス 2007ファン感謝デー」にて解散した。この時には「正体を知らないふりをしてくれてありがとうございました」のコメントを残した。
2008年からはジュニア最前線復帰を宣言。2年ぶりの「ジュニア・タッグリーグ戦」ではエル・サムライとのタッグで出場するが、決勝戦で土方隆司、中嶋勝彦組に敗れ準優勝に終わった。世界最強タッグ決定リーグ戦では西村修と、第81代アジアタッグ王者決定トーナメントでは武藤とのタッグで出場した。
2009年2月6日、プロレスリング・ノアの丸藤正道に流出していた世界ジュニア王座を奪取し、第28代王者となる。
4月、5年ぶりのチャンピオン・カーニバルに出場。決勝では鈴木みのるに敗れたもののジュニア選手ながら準優勝を成し遂げた。直後のジュニア・タッグリーグ戦でも近藤とのタッグ「チーム246」で出場し、優勝決定戦で稔&歳三組に敗れ、準優勝にとどまった。
2010年9月20日に菊地毅とのジュニアヘビー級王座防衛戦に勝利し、世界ジュニアヘビー級王座最多連続防衛記録を更新した。2011年1月2日の後楽園ホール大会にて稔に敗れるまで、17回の防衛に成功した。

### WRESTLE-1
2013年6月30日の両国国技館大会を最後に全日本プロレスを退団した。7月10日、WRESTLE-1旗揚げ会見にて入団を発表。
2017年3月27日、同年4月1日よりWRESTLE-1の取締役社長へ就任することを発表した。カズの社長としての初試合は4月2日、プロレスリングA.C.E.での佐藤嗣崇戦。なお、佐藤にとってはこれがデビュー戦であった。
WRESTLE-1活動停止のため、2020年3月31日付を持って選手契約終了となった。

### フリーランス
2020年5月1日、リデットエンターテインメントの執行役員に就任。後にNOSAWAの人脈からプロレスリング・ノアに参戦し、杉浦貴の率いる杉浦軍に加勢する。

### GLEAT
2020年8月、リデットエンターテインメントが独自の団体「GLEAT」設立を発表し、最高技術顧問に就任する。
2021年12月30日、GLEAT Ver.2TOKYO DOME CITY HALL大会においてMUSASHIが保持する東北ジュニアヘビー級王座に挑戦、カズのかつての元所属団体であるみちのくプロレスの同王座にデビューして30年目での初挑戦となったが、最後はMUSASHIの二天一流に沈んだ。
2023年12月30日、翌年7月1日の引退を発表した。
2024年3月13日、斉藤ブラザーズ（斉藤ジュン& 斉藤レイ）の返上に伴い行われたG-INFINITY王座の新王者組決定戦で、CIMAとのタッグでT-Hawk&吉岡世起を下し、第4代王者となる。
2024年7月1日、GLEAT Ver.12にて、引退試合として石田凱士&井土徹也とG-INFINITY王座の防衛戦を行い、自らが石田からピンフォールを奪われ引退。翌日からリデットエンターテインメント社員として就職した。

## 得意技
軽量級らしい華麗な飛び技と、それに相反する軽量級らしからぬ力強い技を併せ持つ。近年では巧みな切り返しのテクニックと、技の仕掛け方に一工夫を凝らしたファイトを見せている。

### フィニッシュ・ホールド
パワープラント
現在のカズのフィニッシャー。相手の腕をクラッチし、垂直落下式に相手を落とすWA4。2009年2月6日の丸藤正道との世界ジュニアヘビー級選手権試合にて初披露。この技によって丸藤から世界ジュニアヘビー級王座を奪還し、第28代王者となった。
ファイナル・カット
相手の首の前に左腕を巻き（ドラゴン・スリーパーのような形）、そこから相手の喉元に右腕を上方から振り下ろすようにしてラリアットのように打ち込む技。他、雪崩式で仕掛けることもある。カズの決め技でもあり、地味に見える技だが相手はラリアットとネックブリーカー・ドロップの両方のダメージを受けるため、非常に有効なフィニッシュ・ホールド。
初期型ファイナル・カット
WCWの時に披露した技で、フィニッシュにも有効的。
後ろ向きの相手の首元を抑えて、ブルドッギング・ヘッドロックのように落とす技。リバース・ブルドッギング・ヘッドロック。
リバース・ファイナルカット
相手の首に正面から左腕を回し、自分だけ反転するように体をひねって相手の後頭部に右腕を打ち下ろしながら尻もちをついて、顔面からマットに叩きつける。
WA4
相手を水車落としの体勢で担ぎ上げ、担ぎ上げたほうと逆の方で頭を抱え込み背中から落とす技。エアレイド・クラッシュと同系。大一番では雪崩式も行う。最近では相手の腕を股に挟んで受身を取れなくして、首から垂直に落とす垂直落下式も見せる。諏訪魔に垂直落下式を見舞い観客を驚かせた。パワープラントを初披露した丸藤との世界ジュニア戦後に、封印を表明。
垂直落下式リバースブレーンバスター
自らもジャンピングして豪快に頭から叩き付ける危険技。橋本真也の垂直落下式DDTのリバース版のような形。ここぞという時、フィニッシュへ繋げる場面で使用する。
アサイDDT
近藤が保持していた世界ジュニア挑戦に備えて用意したウルティモ・ドラゴンの技。近藤の師の技を使うことで、精神的な揺さぶりをかける狙いがあった。
ドラゴン・スープレックス
リバース・ゴリー・スペシャル・ボム

### 打撃技
エルボー
エルボー・スタンプ
バックエルボー
ハンド・スプリング・エルボー
ロープに向かいダッシュし前方にハンドスプリング、そこからロープの反動を利用し後ろ向きに踏み切り相手にエルボーを放つ技。現在では使う選手が増えたが、この技のパイオニアはTAJIRIである。カズの場合は、応用編としてエルボー以外にもソバットもある。
BK
ロープに向かいダッシュし前方にハンドスプリング、そこからロープの反動を利用し後ろ向きに踏み切り相手に稲妻レッグ・ラリアットを放つ技。
これまで十数年使用していたが正式な技名がなく、ある日控室で社長の武藤からは「ボヨーンとするやつ」と言われたことから自身では「ボヨーンキック」としていた。2021年、GLEATの配信動画にて同席した田村潔司が公募を呼びかけ、後日カズ、田村、村田晴郎による協議の結果、バウンドキック、ボヨーンキックの略として正式に命名された。
逆水平チョップ
チョップ・スマッシュ
クローズライン
ローリング・ソバット
スーパーキック
ドロップキック
延髄斬り

### 投げ技
ブレーンバスター
雪崩式ブレーンバスター
垂直落下式ブレーンバスター
ジャーマンスープレックス
シームトーン・パイルドライバー
コンプリート・ショット
メキリカ
ロープリバウンドしてきた相手をケブラドーラ・トド・アルトのように旋回させながら肩に担ぎあげ、ハイジャック・ブリーカーの体勢に持ち替え、前方に相手を背中から叩きつける技。技名はカズのプロレスのルーツであるメキシコとアメリカの合成語で、それぞれの国で発祥した技を組み合わせていることに由来する。

### 関節技、締め技
クランチループ
変形インディアン・デスロック。決まった形は吉江豊の裏足4の字固めに酷似。足の裏で相手の足の甲をグイグイ押して痛めつける。
ナガタロックII
WCWで同時期に活動していた永田裕志によって伝授された技。カズがスーパージュニアに参戦した時に初公開してナガタロックIIという技名もカズが命名した 各種
ボストンクラブ
ハーフボストンクラブ
フィギュア・フォー・レッグロック
スリーパーホールド

### 飛び技
ミサイルキック
ブエロ・デ・アギラ
ノータッチ・トペで飛んだ体勢から体を横方向に反転させてぶつけていく。
トペ・スイシーダ
トペ・コンヒーロ
対角線上に走り込み、トップロープとセカンドロープの間をくぐり抜ける離れ技も見せる。（カズはこのタイプの日本での第一人者でもある。）
トルニージョ
ライオンサルト
ロープへ向かって走りこんでセカンドロープに両足で飛び乗り、反動を利用して倒れている相手へムーンサルト・プレスを見舞う。主に試合の中盤に使用する。クリス・ジェリコの得意技で、ジェリコの別リングネーム「ライオン・ハート」から名付けられている。
ハイフライ・スプラッシュ
高さを追求したダイビング・ボディ・プレス。ジュニアヘビー級リーグ戦のために習得した技。

### フォール技
バックスライド
スクールボーイ
スモール・パッケージホールド
ジャックナイフホールド
ローリング・クラッチ・ホールド

## タイトル歴
GLEAT
- G-INFINITY王座（第4代）（パートナーはCIMA）

みちのくプロレス
- 中米ミドル級王座
- みちのくふたり旅優勝（1993年）（パートナーはSATO）

全日本プロレス
- 世界ジュニアヘビー級王座（第21代、第28代）
- 世界タッグ王座（第49代）（パートナーは小島聡）
- アジアタッグ王座（第75代）（パートナーはザ・グレート・コスケ）
- 新春ジュニアヘビー級バトルロイヤル優勝（2004年、2008年）
- ジュニアヘビー級リーグ戦優勝（2006年）
- ジュニアタッグリーグ戦優勝（2011年、2012年）（パートナーはKAI→近藤修司）
- 世界最強ジュニアヘビー級タッグリーグ戦優勝（2002年）（パートナーはジミー・ヤン）
- 世界最強タッグ決定リーグ戦優勝（2003年）（パートナーは小島聡）

KAIENTAI DOJO
- CHAMPION OF STRONGEST-K王座（第2代）
- K-AWARD（2004年：年間最高試合賞シングルマッチ部門）
- K-AWARD（2005年：年間最高試合賞シングルマッチ部門）

プロレスリングZERO-ONE
- NWAインターナショナルライトタッグ王座（第4代）（パートナーはレオナルド・スパンキー）

WRESTLE-1
- WRESTLE-1チャンピオンシップ（第17代）
- WRESTLE-1タッグチャンピオンシップ（初代、第7代）（パートナーは近藤修司→鈴木鼓太郎）
- UWA世界6人タッグ王座（第50代、第54代、第56代）（パートナーはTAJIRI、田中稔→河野真幸、近藤修司→征矢学、近藤修司）
- 初代タッグ王者決定リーグ戦優勝（2014年）（パートナーは近藤修司）

東京愚連隊
- 東京世界ヘビー級王座（第6代）
- 東京インターコンチネンタルタッグ王座（第6代）（パートナーはディック東郷）

HEAT-UP
- HEAT-UPユニバーサルタッグ王座（第5代）（パートナーは渡辺壮馬）

プロレス大賞
- 技能賞（2010年）

## 入場曲
- 和魂ロックver. - 現在使用中
- 和魂 - 現在使用中
- 舌（Laputa）
- 指環が泣いた（チャゲ&飛鳥） - みちのくプロレスとWCWの時代に使用
- TOKYO TAKEAWAY / Osborne&Engstrom - 1998年初期に使用[6]
- TEMPLE OF THE DRAGON / WCW Theme Library - 1998年から1999年まで使用
- Jung Dragons Theme - 2001年に使用

## リングネーム
- カズ・ハヤシ
- 獅龍（みちのくプロレス時代に使用）
- エル・ボスケ（プロモ・アステカ参戦時に使用）
- ミゲル・ハヤシJr.（メキシコ・アミーゴス時代に使用）
- 2億%マシーン（対ケンドー・カシン戦で使用）
- バワプロ仮面（対TAKAみちのく&アントニオ・トーマス組戦で使用）

## エピソード
- カズ・ハヤシと獅龍が同一人物であることは明白だが、本人は「獅龍なんて知らない」と言い張っている。また、それと歩調を合わせるようにSUPER J-CUPで対戦したザ・グレート・サスケも「カズ・ハヤシ?誰だソレ?久々の対戦?知らねぇナァー」と答えている。かつてカズ・ハヤシで世界タッグ王座、獅龍でアジアタッグ王座を保持（パートナーは「ザ・グレート・コスケ＝小島聡」）していた時に、同日に両王座の防衛戦が行われて、それぞれ別人を強調していたが、2度目?の登場の際にはなぜか汗びっしょりでかなり疲労困憊した様子で登場していた[要出典]。2024年6月21日　みちのくプロレス 2024年東京大会 Vol.1 〜武陵桃源〜にて獅龍としての引退試合を行い、試合後に自らマスクを取り、正体がカズ・ハヤシであることを明かした[7]。
- 獅龍はメキシコ在住である。
- 獅龍時代のマスクはほとんど自作である（当初はケンドー製を使用）[8]。
- 獅龍時代に平成海援隊がユニット名を海援隊☆DXに改名する際、SATOはディック東郷にテリー・ボーイはMEN'Sテイオーに、それぞれ改名することになり、自身も東京GIN（自身が東京出身で当時流行っていた森高千里の曲「GIN GIN ジングルベル」に便乗）に改名するはずだったが、ファンからの反対意見が殺到したため断念している（東京GINと紹介されたポスターは告示されるも、東京GINでリングに上がることはなかった）。

また、改名できなかったため、この頃からマスクをイメチェン、丸みのある王道マスクとなった。

WCWが崩壊後、WWFと契約したものの結局、1度も出場できなかった。この理由としては、WWFの幹部がカズの起用法に困っており、当時WWFで活躍中だったTAJIRIとキャラが被ることが原因だと言われている。なお、カズもTAJIRIもファイトスタイルのモチーフはグレート・ムタである。
- WWFの下部団体だったHWAにいた頃、飲酒運転でクビになる直前のエディ・ゲレロやジャマール、ロージー、ディーロ・ブラウン、チャーリー・ハースなどと一緒だったという。
- Laputaのファンで入場曲や技名にも取り入れられている。
- 2007年7月3日から、テレビ東京系の番組「キティズパラダイス」に、体操のお兄さん「マッスルフェアリーカズくん」としてレギュラー出演していた。
- マイクアピールが下手である（解説者席の武藤敬司から「止めとけ」と言われた）。
- 全日本プロレス道場で若手選手に練習を教えており、近年の全日本における若手選手の充実ぶりに大いに貢献。しかし、あまりにも厳しい練習を課すことがあるようで、一部選手からはサド・ハヤシと呼ばれている。